# Fujiwara no Ishi
Fujiwara no Ishi (藤原威子) (999–1036) est une impératrice consort du Japon. Consort de l'empereur Go-Ichijō (1008-1036), elle est la troisième fille de Fujiwara no Michinaga.
Descendance :
- Princesse impériale Akiko Shōshi (章子内親王) (Nijō-In, 二条院) (1026–1105), impératrice (chūgū) de l'empereur Go-Reizei
- Princesse impériale Kaoruko Keishi (馨子内親王) (1029–1093), impératrice (chūgū) de l'empereur Go-Sanjō

## Source de la traduction
- (en) Cet article est partiellement ou en totalité issu de l’article de Wikipédia en anglais intitulé « Fujiwara no Ishi » (voir la liste des auteurs).